# Coupe de France 1955/56
Het seizoen 1955/56 was het 39e seizoen van de Coupe de France in het voetbal. Het toernooi werd georganiseerd door de Franse voetbalbond.
Dit seizoen namen er 1203 clubs deel (41 meer dan de record deelname in het vorige seizoen). De competitie ging in de zomer van 1955 van start en eindigde op 27 mei 1956 met de finale in het Stade Olympique Yves-du-Manoir in Colombes. De finale werd gespeeld tussen Union Athlétique Sedan-Torcy en AS Troyes-Savinienne (beide clubs waren voor de eerste keer finalist). Sedan-Torcy veroverde de beker door AS Troyes-Savinienne met 3-1 te verslaan.

## Uitslagen

### 1/32 finale
De wedstrijden werden op 8 januari gespeeld, de beslissingswedstrijden op 5 (Red Star - Dieppe) en 19 januari (Troyes - Montpellier). De 18 clubs van de Division 1 kwamen in deze ronde voor het eerst in actie.
| Winnaar              | Uitslag      | Verliezer           |
| -------------------- | ------------ | ------------------- |
| UA Sedan Torcy       | 2-0          | US Bruay            |
| AS Troyes-Savinienne | 3-3 nv ; 3-2 | SO Montpellier      |
| Olympique Lyon       | 10-0         | SR Delle            |
| FC Nancy             | 5-1          | US Tavaux-Damparis  |
| AS Saint-Étienne     | 2-1          | Wydad Casablanca    |
| Stade Reims          | 5-0          | US Saint-Malo       |
| OGC Nice             | 6-1          | US Saint-Gaudens    |
| RC Lens              | 3-0          | CA Vernon           |
| FC Grenoble          | 2-1          | Stade Raphaëlois    |
| Olympique Nîmes      | 2-0          | FC Perpignan        |
| AS Brest             | 2-1          | US Le Mans          |
| Olympique Marseille  | 4-1          | USM Montargis       |
| SCO Angers           | 5-1          | AS Cherbourg-Stella |
| AS Béziers           | 3-0          | AJ Rochechouart     |
| Le Havre AC          | 3-1          | FC Metz             |
| SM Caen              | 3-2          | RC Paris            |

| Winnaar            | Uitslag      | Verliezer             |
| ------------------ | ------------ | --------------------- |
| SAS Épinal         | 2-0          | VGA Saint-Maur        |
| FC Sochaux         | 9-0          | AS Hautmont           |
| Red Star Olympique | 2-2 nv ; 5-1 | FC Dieppe             |
| JA Armentières     | 2-0          | AS Aulnoye            |
| Lille OSC          | 4-1          | CO Roubaix-Tourcoing  |
| Toulouse FC        | 7-1          | SA Thiers             |
| RC Vichy           | 5-0          | AS Moulins            |
| Girondins Bordeaux | 2-1          | AS Aix                |
| Stade Rennes       | 5-0          | CO Vincennes          |
| CS Blénod          | 3-1          | US Valenciennes-Anzin |
| AS Cannes          | 3-1          | SC Draguignan-Le Muy  |
| RC Strasbourg      | 4-0          | FC Sète               |
| AAJ Blois          | 3-2          | FC Nantes             |
| Stade Français     | 4-0          | AC Cambrai            |
| AS Monaco          | 3-0          | Olympique Avignon     |
| Olympique Alès     | 3-2          | AS Giraumont          |

### 1/16 finale
De wedstrijden werden op 5 februari gespeeld, de beslissingswedstrijden op 9 en 23 februari (derde wedstrijd tussen FC Grenoble - Stade Rennes).
| Winnaar              | Uitslag      | Verliezer          |
| -------------------- | ------------ | ------------------ |
| UA Sedan Torcy       | 5-1          | SAS Épinal         |
| AS Troyes-Savinienne | 0-0 nv ; 3-1 | FC Sochaux         |
| Olympique Lyon       | 1-0          | Red Star Olympique |
| FC Nancy             | 4-1          | JA Armentières     |
| AS Saint-Étienne     | 2-0          | Lille OSC          |
| Stade Reims          | 4-0          | Toulouse FC        |
| OGC Nice             | 2-1          | RC Vichy           |
| RC Lens              | 3-2          | Girondins Bordeaux |

| Winnaar             | Uitslag               | Verliezer      |
| ------------------- | --------------------- | -------------- |
| FC Grenoble         | 1-1 nv ; 0-0 nv ; 2-0 | Stade Rennes   |
| Olympique Nîmes     | 3-2                   | CS Blénod      |
| AS Brest            | 1-0                   | AS Cannes      |
| Olympique Marseille | 2-0                   | RC Strasbourg  |
| SCO Angers          | 6-3 nv                | AAJ Blois      |
| AS Béziers          | 2-0                   | Stade Français |
| Le Havre AC         | 2-0                   | AS Monaco      |
| SM Caen             | 1-0                   | Olympique Alès |

### 1/8 finale
De wedstrijden werden op 4 maart gespeeld, de enige beslissingswedstrijd op 15 maart.
| Winnaar              | Uitslag | Verliezer           |
| -------------------- | ------- | ------------------- |
| UA Sedan Torcy       | 7-3     | FC Grenoble         |
| AS Troyes-Savinienne | 1-0     | Olympique Nîmes     |
| Olympique Lyon       | 5-1     | AS Brest            |
| FC Nancy             | 6-1     | Olympique Marseille |

| Winnaar          | Uitslag      | Verliezer   |
| ---------------- | ------------ | ----------- |
| AS Saint-Étienne | 3-1          | SCO Angers  |
| Stade Reims      | 1-1 nv ; 2-0 | AS Béziers  |
| OGC Nice         | 4-1          | Le Havre AC |
| RC Lens          | 4-1 nv       | SM Caen     |

### Kwartfinale
De wedstrijden werden op 8 april gespeeld.
| Winnaar              | Uitslag | Verliezer        |
| -------------------- | ------- | ---------------- |
| UA Sedan Torcy       | 2-0     | AS Saint-Étienne |
| AS Troyes-Savinienne | 3-2     | Stade Reims      |
| Olympique Lyon       | 3-0 nv  | OGC Nice         |
| FC Nancy             | 3-1 nv  | RC Lens          |

### Halve finale
De wedstrijden werden op 6 mei gespeeld.
| Winnaar              | Uitslag | Verliezer      |
| -------------------- | ------- | -------------- |
| UA Sedan Torcy       | 1-0     | Olympique Lyon |
| AS Troyes-Savinienne | 3-2     | FC Nancy       |

### Finale
De wedstrijd werd op 27 mei 1955 gespeeld in het Stade Olympique Yves-du-Manoir in Colombes voor 47.258 toeschouwers. De wedstrijd stond onder leiding van scheidsrechter Maurice Guigue.
| Winnaar                                                 | Uitslag | Finalist                 |
| ------------------------------------------------------- | ------- | ------------------------ |
| UA Sedan Torcy                                          | 3-1     | AS Troyes-Savinienne     |
| Diego Cuenca 13' Jean Thuane e.d. 34' Pierre Tillon 57' |         | 62' Fernand De Vlaeminck |

1917/18 · 1918/19 · 1919/20 · 1920/21 · 1921/22 · 1922/23 · 1923/24 · 1924/25 · 1925/26 · 1926/27 · 1927/28 · 1928/29 · 1929/30 · 1930/31 · 1931/32 · 1932/33 · 1933/34 · 1934/35 · 1935/36 · 1936/37 · 1937/38 · 1938/39 · 1939/40 · 1940/41 · 1941/42 · 1942/43 · 1943/44 · 1944/45 · 1945/46 · 1946/47 · 1947/48 · 1948/49 · 1949/50 · 1950/51 · 1951/52 · 1952/53 · 1953/54 · 1954/55 · 1955/56 · 1956/57 · 1957/58 · 1958/59 · 1959/60 · 1960/61 · 1961/62 · 1962/63 · 1963/64 · 1964/65 · 1965/66 · 1966/67 · 1967/68 · 1968/69 · 1969/70 · 1970/71 · 1971/72 · 1972/73 · 1973/74 · 1974/75 · 1975/76 · 1976/77 · 1977/78 · 1978/79 · 1979/80 · 1980/81 · 1981/82 · 1982/83 · 1983/84 · 1984/85 · 1985/86 · 1986/87 · 1987/88 · 1988/89 · 1989/90 · 1990/91 · 1991/92 · 1992/93 · 1993/94 · 1994/95 · 1995/96 · 1996/97 · 1997/98 · 1998/99 · 1999/00 · 2000/01 · 2001/02 · 2002/03 · 2003/04 · 2004/05 · 2005/06 · 2006/07 · 2007/08 · 2008/09 · 2009/10 · 2010/11 · 2011/12 · 2012/13 · 2013/14 · 2014/15 · 2015/16 · 2016/17 · 2017/18 · 2018/19 · 2019/20 · 2020/21 · 
2021/22 · 2022/23 · 2023/24 · 2024/25 ·